# Meister der Pollinger Tafeln

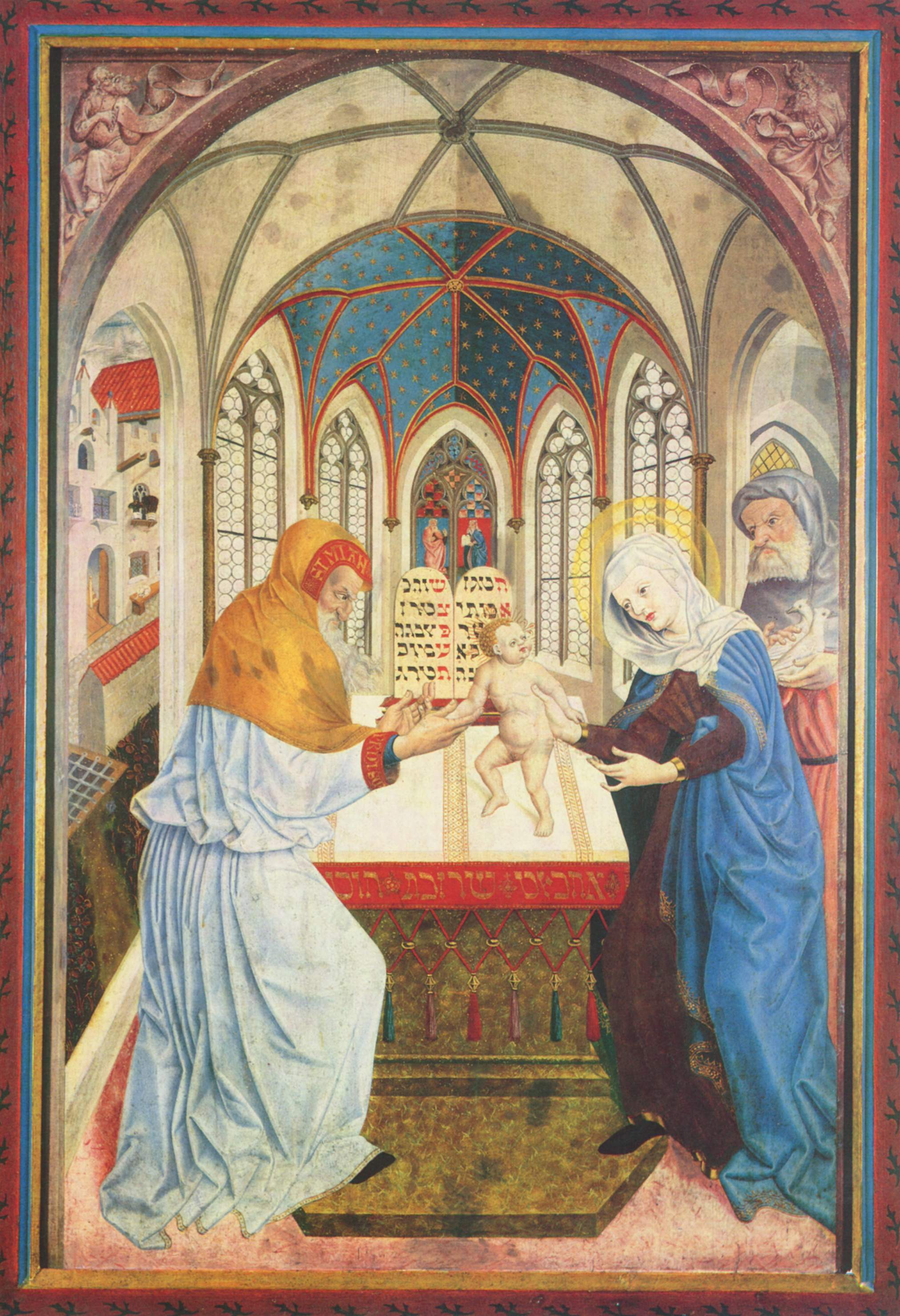
Tafel mit der Darbringung im Tempel vom Pollinger Marienaltar (1444), GNM Gm1057

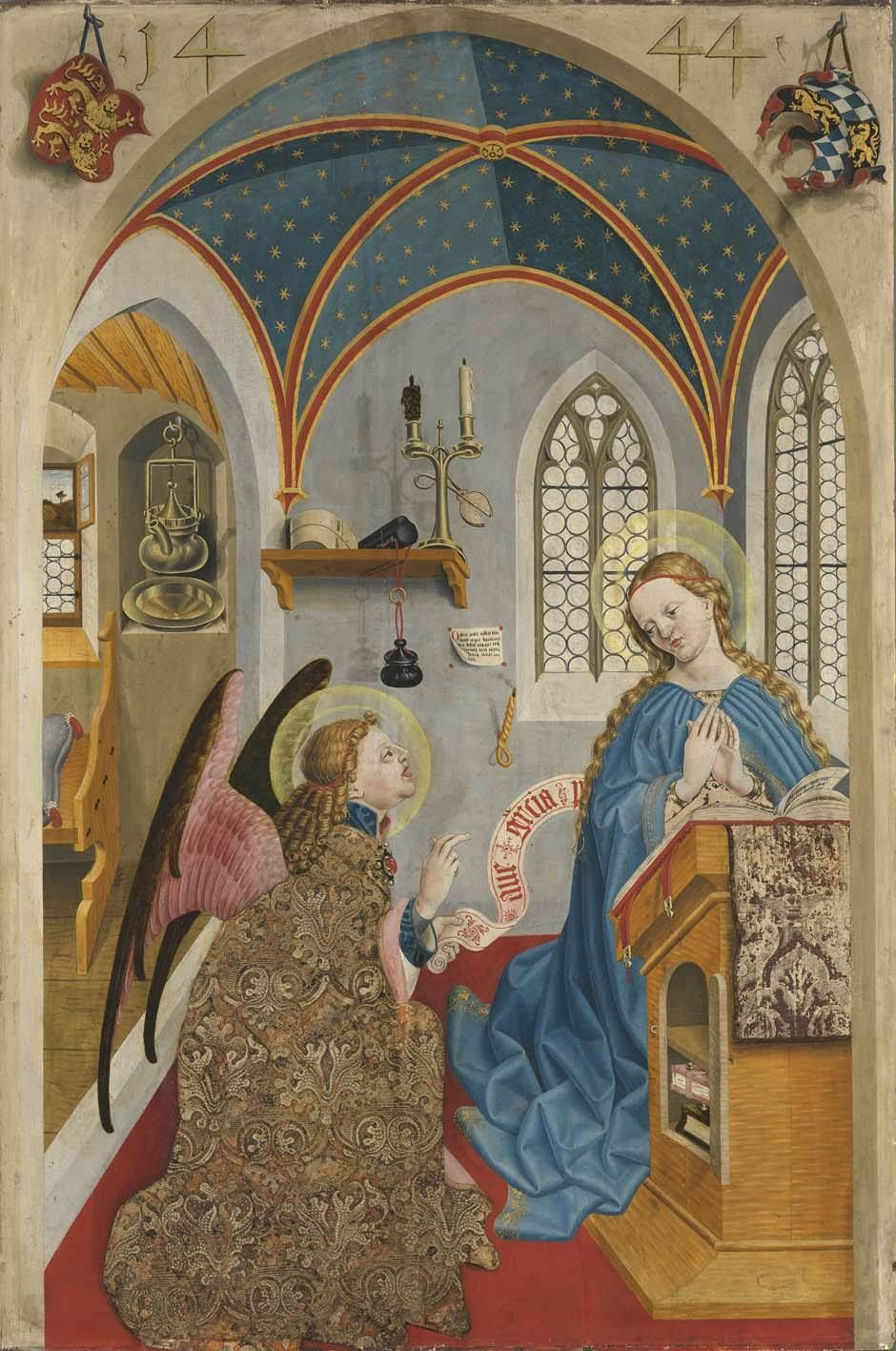
Verkündigung an Maria vom Pollinger Marienaltar (1444)

Der Meister der Pollinger Tafeln war ein bedeutender spätgotischer Maler, der zwischen etwa 1440 und 1470 in München tätig war und bei dem es sich wahrscheinlich um Hans Gleismüller handelte. Der Maler führte eine große Werkstatt und stand in einem engen Verhältnis zum Wittelsbacher Herzogshaus in Oberbayern, für das er sakrale und profane Kunstwerke anfertigte. Er kann deshalb auch als eine Art Hofkünstler bezeichnet werden, der eine neue, überregional angesehene Stilrichtung in München einführte.

## Identifikationsversuche
Der Künstler erhielt seinen Notnamen nach den von ihm gemalten Pollinger Tafeln, Resten von zwei Altären aus der Stiftskirche Heilig Kreuz der Augustinerchorherren in Polling bei Weilheim.
Jüngst hat Björn Statnik vorgeschlagen, diesen Meister der Pollinger Tafeln mit dem urkundlich bekannten Münchener Maler Hans Gleismüller zu identifizieren, nachdem diese Möglichkeit auch schon vorher in Betracht gezogen worden war. Es würde sich dann um den Vater von Sigmund Gleismüller handeln, in dessen Werkstatt dieser gelernt hätte und deren Bestand er geerbt hätte, wie Indizien belegen. Diese Identifizierung wird inzwischen der Tendenz nach akzeptiert. Hans Gleismüller wird erstmals 1436 als Münchener Bürger erwähnt.

## Künstlerische und soziale Einordnung und Würdigung
Der Meister der Pollinger Tafeln wird traditionell trotz der grundlegenden Stilunterschiede zusammen mit Gabriel Angler als Vertreter der sogenannten ersten Münchner Malerschule angesehen, deren Beginn um 1435 angesetzt wird und die um 1460/70 auslief. Dies ist eine deutlich vereinfachende Stilkonstruktion.
Gleismüller profilierte sich stilistisch als Vertreter eines neuen Realismus und neuer Bildthemen wie z. B. der Landschaftsdarstellung. Während Angler fast gleichzeitig den Schwerpunkt auf eine emotional mitreißende Figurenerzählung legte, für die er Vorbilder in Norditalien studiert hatte, ist Gleismüllers Stil stark von der Altniederländischen Malerei beeinflusst. Größere Ähnlichkeiten zeigen sich auch zum Werk des Konrad Witz in Basel.
Der Meister der Pollinger Tafeln bzw. Hans Gleismüller stellte wahrscheinlich in München einen neuen Typus eines inoffiziellen Hofmalers am Hof der Herzöge von Oberbayern unter dem etwa gleichaltrigen Herzog Albrecht III. und seiner Söhne dar. Jedenfalls wurden der Maler und seine Werkstatt immer wieder vom Herzogshaus und verschiedenen seiner Glieder sowohl mit sakralen als auch profanen Bildgegenständen beauftragt. Der Meister muss Vorsteher einer größeren Werkstatt gewesen sein, die auch in die Umgebung von München liefern konnte. Damit glichen seine Stellung und seine Produktionsbedingungen einem Künstler wie Hans Multscher in Ulm, von dem Gleismüller zahlreiche Anregungen und Vorbilder aus der frankoflämischen Kunst übernahm. In diesen Aspekten unterscheidet er sich von dem ungefähr gleichaltrigen Malerkollegen in München Gabriel Angler und die Größe von Gleismüllers Werkstatt weist auf typische Verhältnisse in der zweiten Jahrhunderthälfte hin.

## Werke (Auswahl)
Das älteste erhaltene Werk des Meisters der Pollinger Tafeln stellen vier Tafeln im Stiftsmuseum Kremsmünster dar, die einst die Werktagsseite eines Retabels bildeten. Sie sind inschriftlich auf „1439“ datiert; über ihre Herkunft und ihren Weg in die Kunstsammlungen von Kremsmünster ist nichts bekannt.
Aus der Folgezeit sind von dem Meister Teile von zwei Altären aus der Stiftskirche Heilig Kreuz in Polling erhalten. Der mit 1444 datierte Marienaltar als älteres Werk war eine Stiftung des Herzogs Albrecht III. von Bayern-München und seiner Gattin Anna von Braunschweig-Grubenhagen. Die vier gemalten Tafeln ergänzten sicherlich einen Schrein mit Schnitzfiguren, die nicht erhalten sind. Die Gemälde wurden 1803 in der Zeit der Säkularisation nach München gebracht. Ein Teil wird dort heute in der Alten Pinakothek aufbewahrt, ein anderer Teil ist im Germanischen Nationalmuseum in Nürnberg.
Die vier namensgebenden Pollinger Tafeln als Rest eines Marienaltars der Augustiner-Stiftskirche in Polling, dat. 1444. Die ursprüngliche Anordnung kann nur erschlossen werden. Ingrid-Sibylle Hoffmann hat 2007 eine Rekonstruktion wie folgend vorgeschlagen:
- oben links: Verkündigung an Maria, heute München, Alte Pinakothek
- oben rechts: Geburt Mariens, heute Nürnberg, Germanisches Nationalmuseum
- unten links: Anbetung der Heiligen Drei Könige, heute München, Alte Pinakothek
- unten rechts: Darbringung im Tempel, heute Nürnberg, Germanisches Nationalmuseum

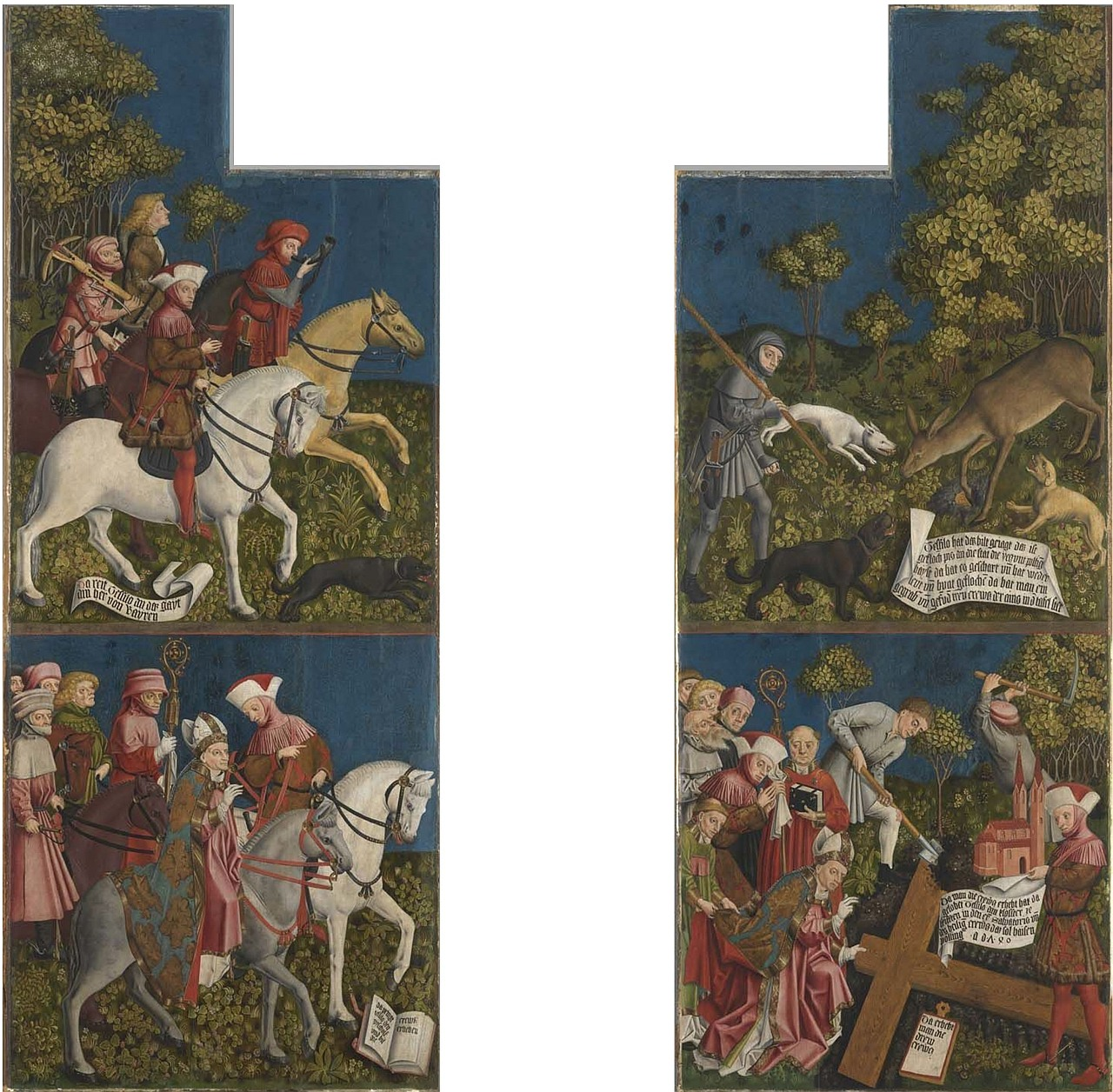
Ursprüngliche Anordnung der Innenseiten der Flügel des Pollinger Kreuzaltars um 1450 (nach Hoffmann 2007). Der Schrein in der Mitte fehlt.

Vermutlich etwas später entstand ein Kreuzaltar in der Pollinger Stiftskirche, der in die Jahre 1450 bis 1460 datiert wird. Von dem Altar sind die beiden Flügel mit insgesamt acht gemalten Szenen auf der Außen- und der Innenseite erhalten.
In Freising sind vier Tafelbilder mit stehenden Heiligen erhalten.
Weiterhin wird dem Meister der Pollinger Tafeln das Fragment eines Wandmalereizyklusses mit bayerischen Herzögen ehemals im Alten Hof zu München zugeschrieben. Der Zyklus wird in die Jahre 1463 bis 1465 datiert und dürfte ein Auftragswerk Herzog Siegmunds von Bayern darstellen. Die Bemalung einer etwa 6 Meter breiten Wand wurde 1850 entdeckt und 1893 in das Bayerische Nationalmuseum übertragen. Es existieren verschiedene Kopien des gesamten Zyklus in Handschriften, die die gesamte Anzahl von 61 Figuren zeigen, die sich wohl über alle vier Wände eines quadratischen Raums verteilten. Früher wurde die Wandmalerei Gabriel Mäleskircher zugeschrieben, aber es kann überzeugend der stilistische Zusammenhang mit dem Werk des Pollinger Meisters aufgezeigt werden.

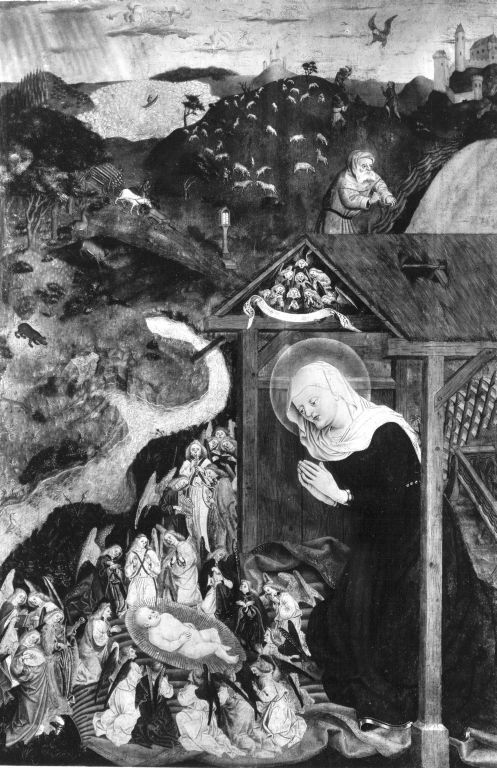
Marienaltar aus Polling, Geburt Christi (dat. 1444)
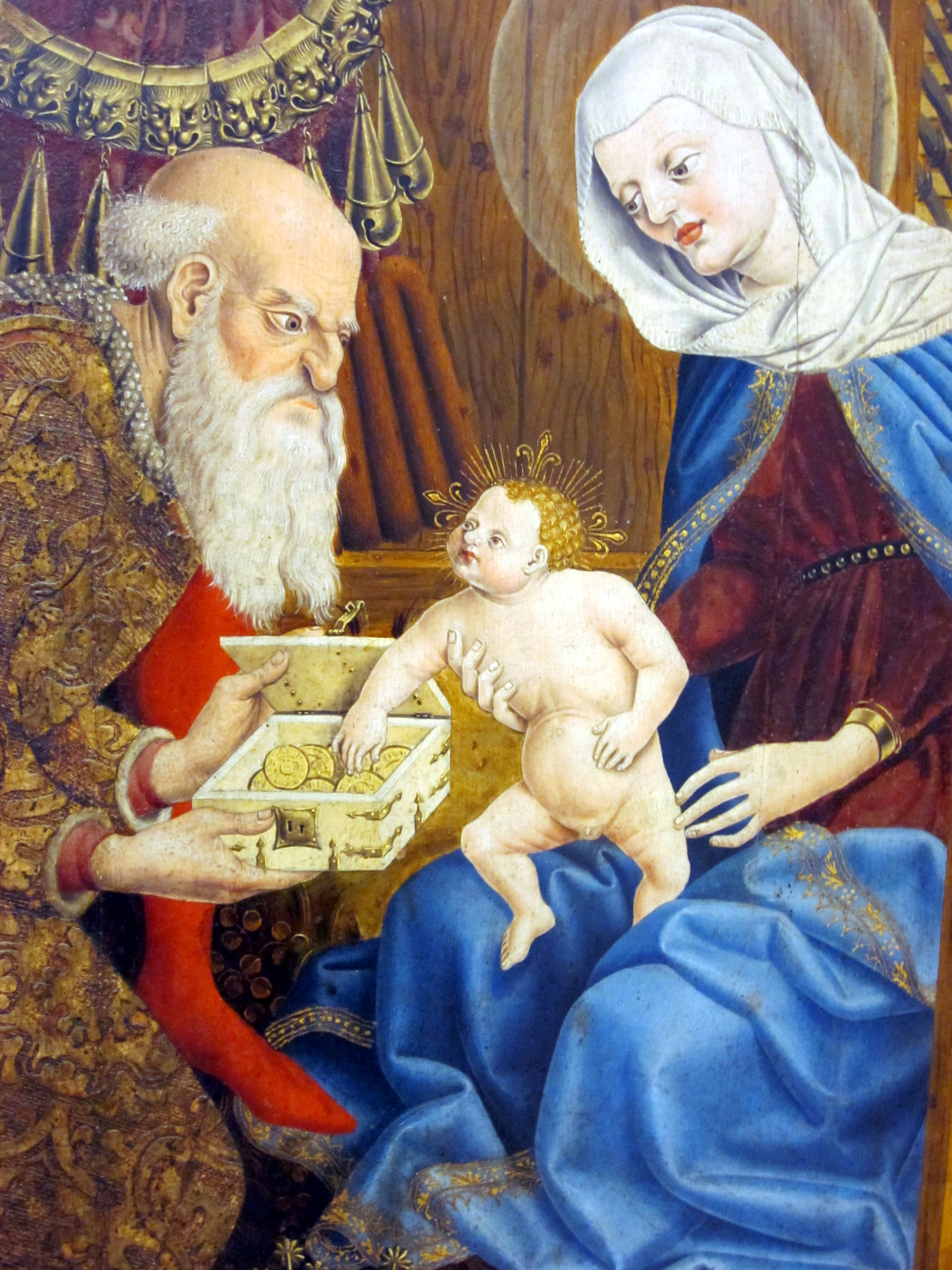
Anbetung der Heiligen Drei Könige vom Marienaltar aus Polling (Ausschnitt) (dat. 1444)
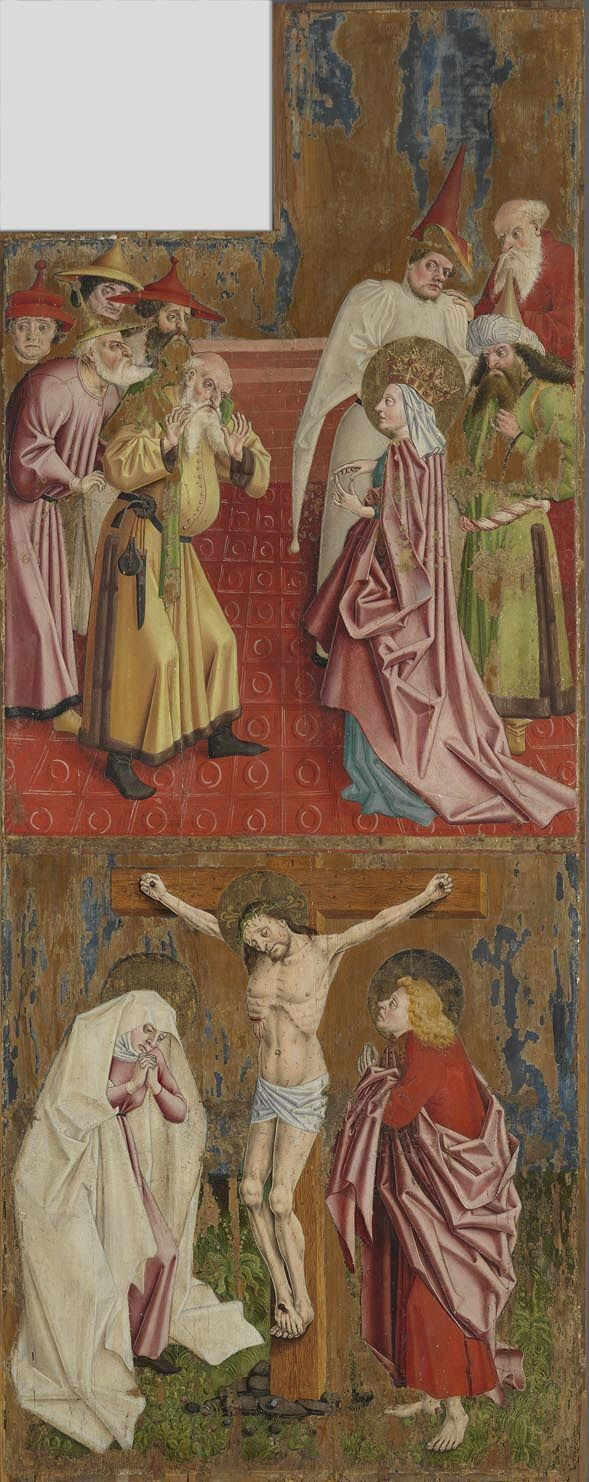
Kreuzaltar aus Polling, Flügelaußenseite: Die Kaiserin Helena befragt die Juden und Kreuzigung Christi (um 1450/60) (Alte Pinakothek)
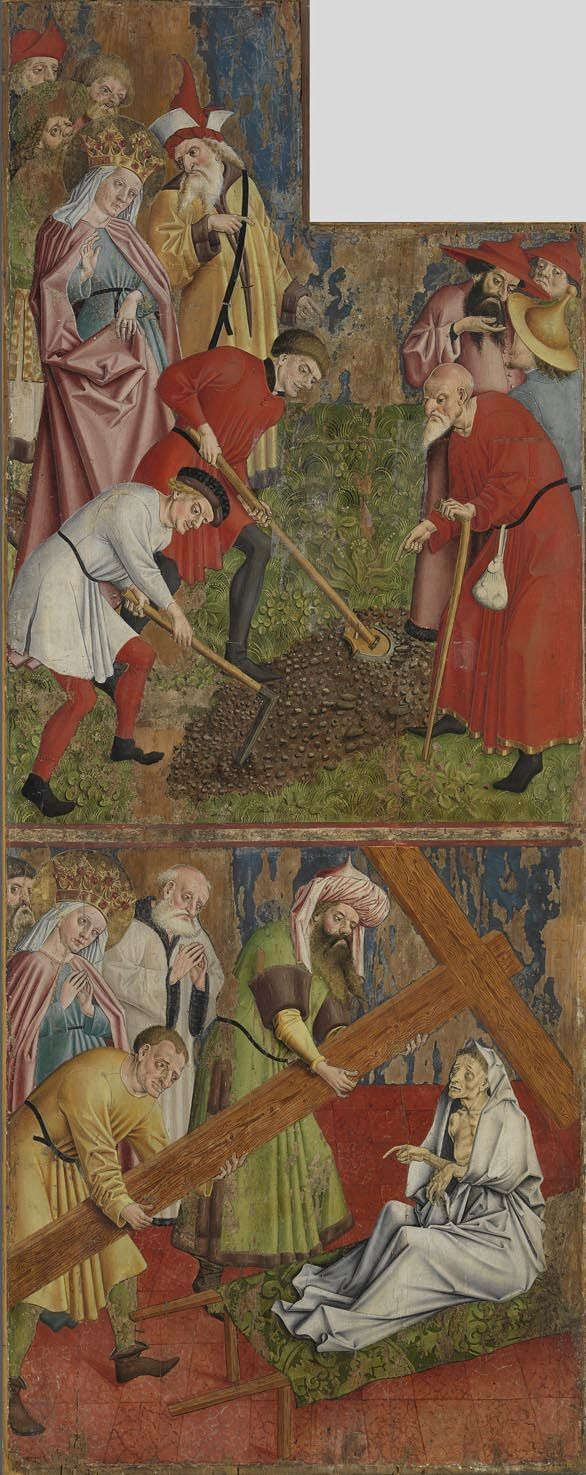
Kreuzaltar aus Polling, Flügelaußenseite: Kaiserin Helena findet das wahre Kreuz Christi und Erprobung des Kreuzes (um 1450/60) (Alte Pinakothek)
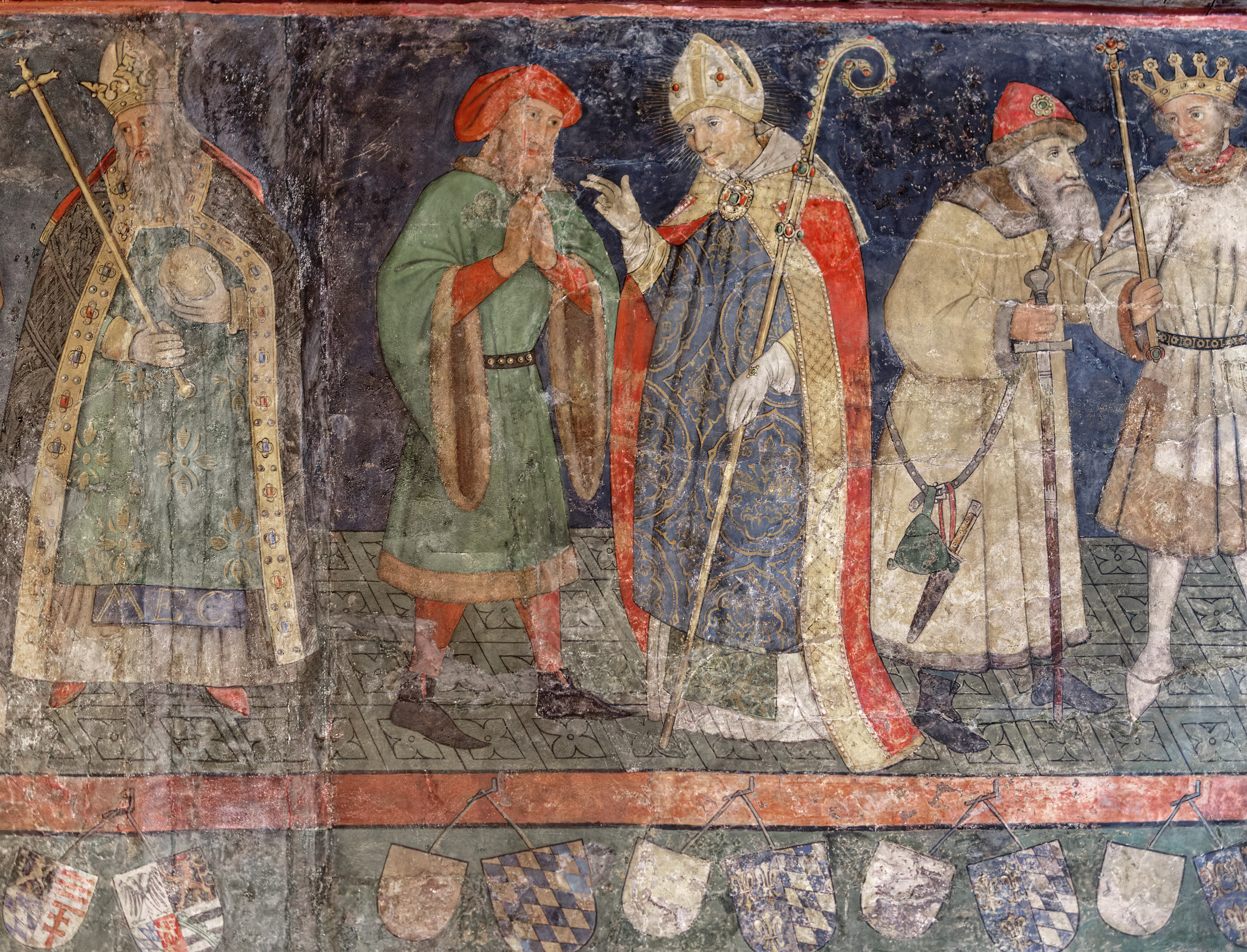
Fragment des Freskenzyklus im Alten Hof (um 1463/65)
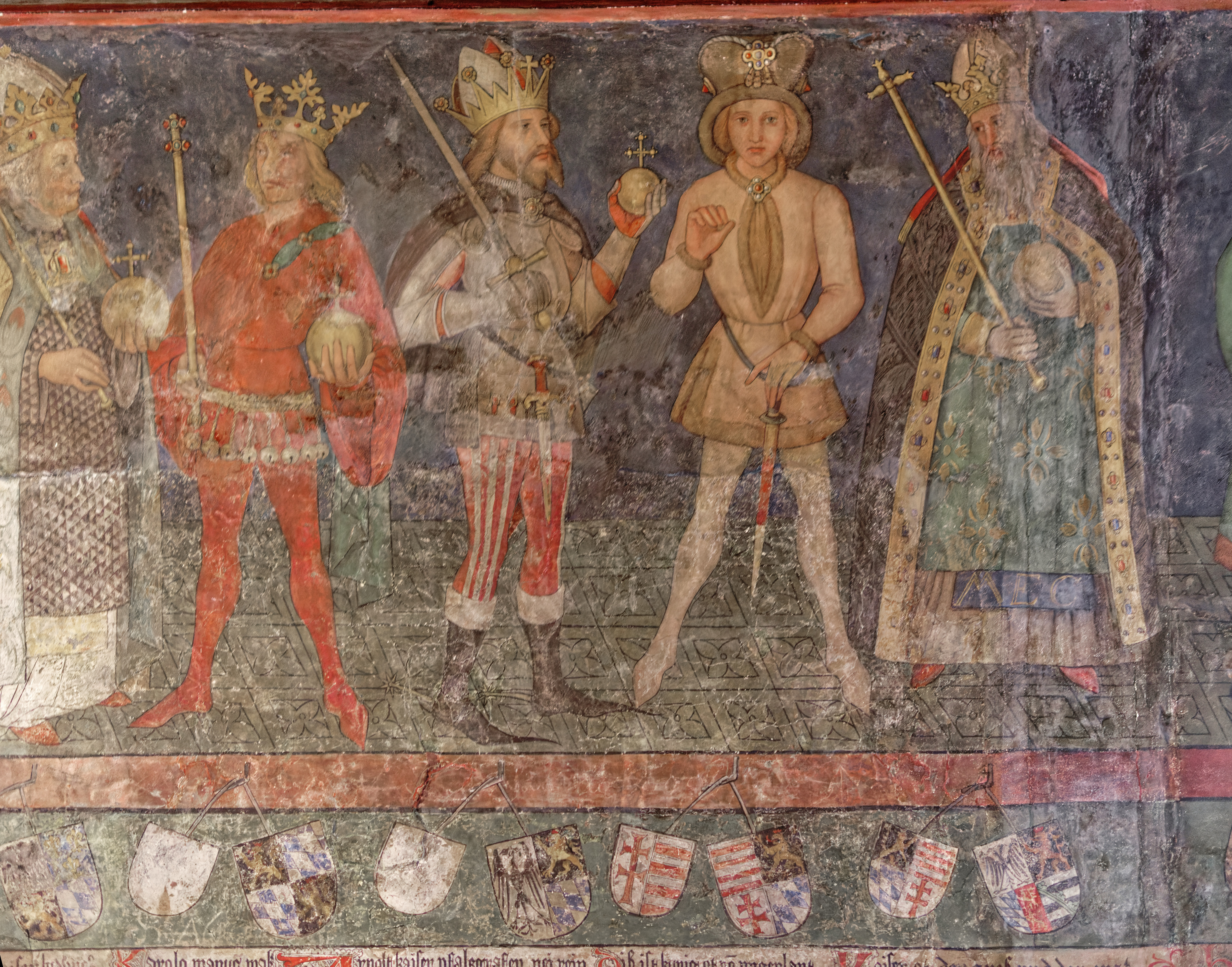
Fragment des Freskenzyklus im Alten Hof (um 1463/65)